# Інокенте Фісс
Інокенте Фісс Карбалоса (ісп. Inocente Fiss Carballosa) — кубинський боксер напівсередньої ваги, призер чемпіонату світу серед аматорів.

## Спортивна кар'єра
1998 року Інокенте Фісс став срібним призером молодіжного чемпіонату світу.
На чемпіонаті світу 2005 отримав бронзову медаль.
- В 1/32 фіналу переміг Левана Гвамічава (Грузія) — 30-10
- В 1/16 фіналу переміг Сін Мон Хун (Південна Корея) — 26-10
- В 1/8 фіналу переміг Іонуца Георге (Румунія) — 38-18
- У чвертьфіналі переміг Боріса Георгієва (Болгарія) — 28-19
- У півфіналі програв Ділшоду Махмудову (Узбекистан) — 21-37

На командному Кубку світу 2006 провів три поєдинка і став переможцем у складі збірної Куби.
2007 року на Панамериканських іграх завоював бронзову медаль.
2010 року з групою інших боксерів втік з Куби до США, щоб розпочати професійну кар'єру.
Впродовж 2010—2016 років провів 20 переможних боїв, але усі суперники були невисокого класу.